# Enyo
Genre
Le genre Enyo regroupe des insectes lépidoptères (papillons) de la famille des Sphingidae.

## Systématique
Espèce type: Sphinx fegeus Cramer, 1779 par désignation ultérieure de Grote, 1873  aujourdhui reclassé Enyo lugubris.

### Liste des espèces
- Enyo bathus (Rothschild, 1904)
- Enyo boisduvali (Oberthür, 1904)
- Enyo cavifer (Rothschild & Jordan, 1903)
- Enyo gorgon (Cramer, 1777)
- Enyo latipennis (Rothschild & Jordan, 1903)
- Enyo lugubris (Linnaeus, 1771)
- Enyo ocypete (Linnaeus, 1758)
- Enyo taedium (Schaus, 1890)

Enyo cavifer
Enyo gorgon
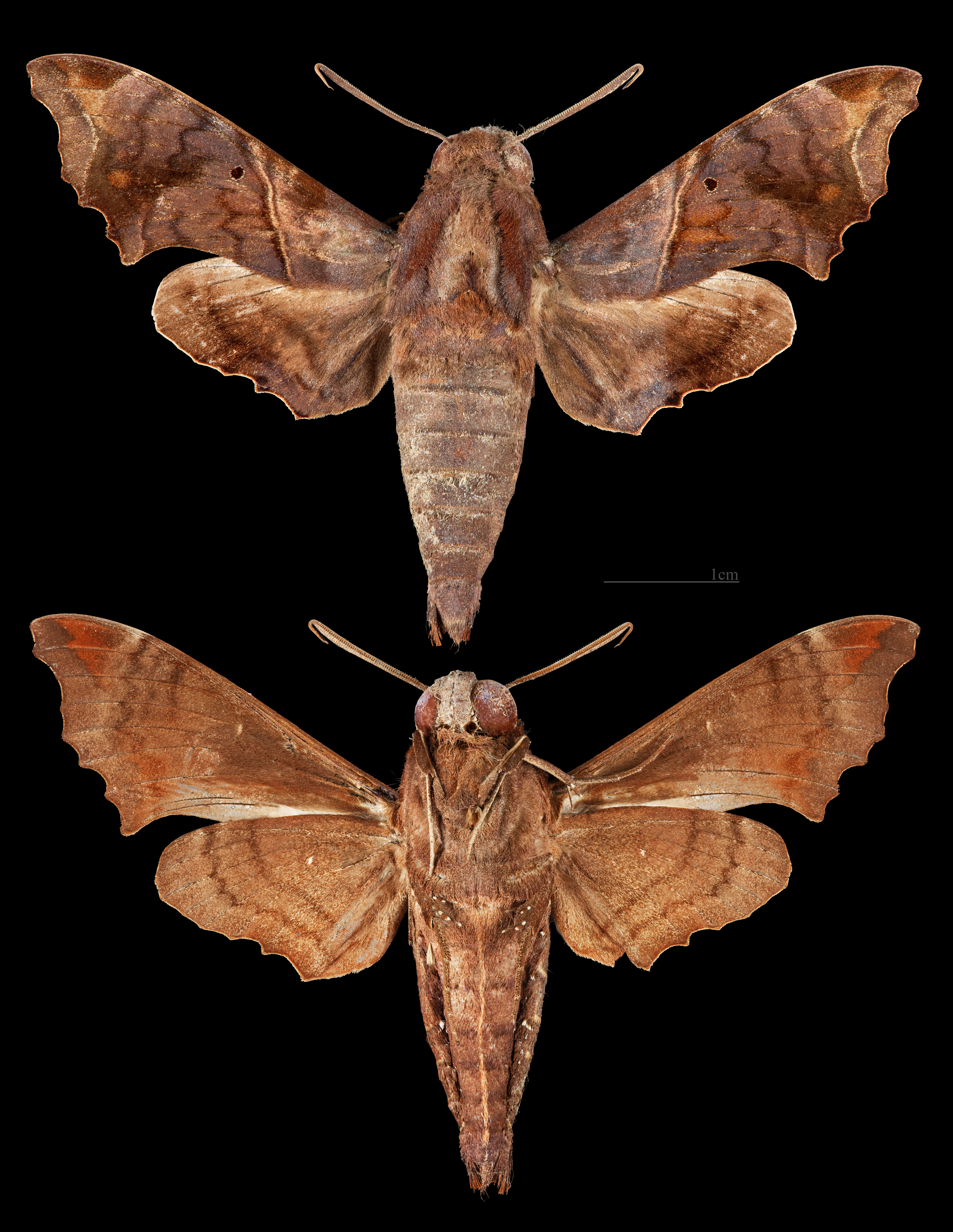
Enyo latipennis
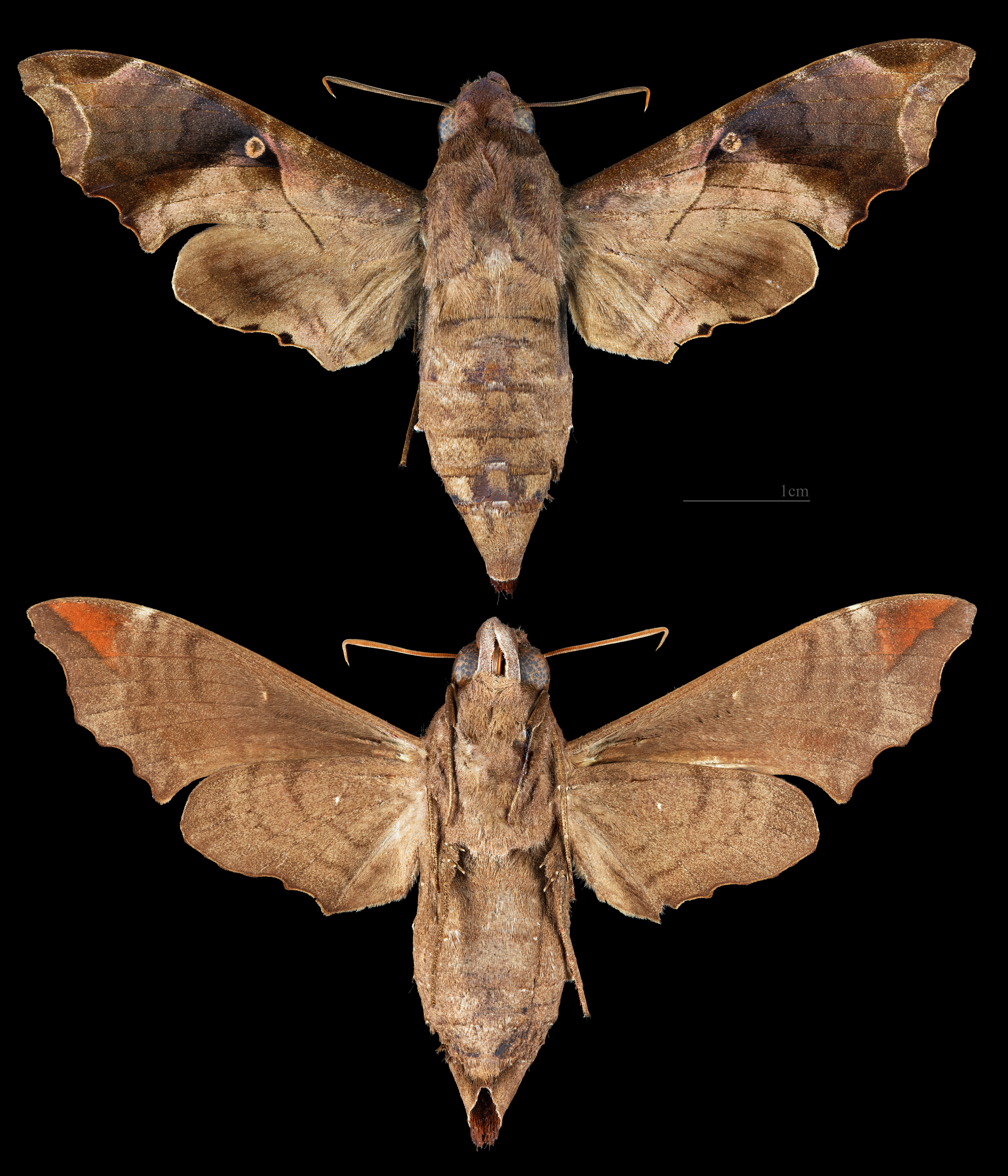
Enyo lugubris
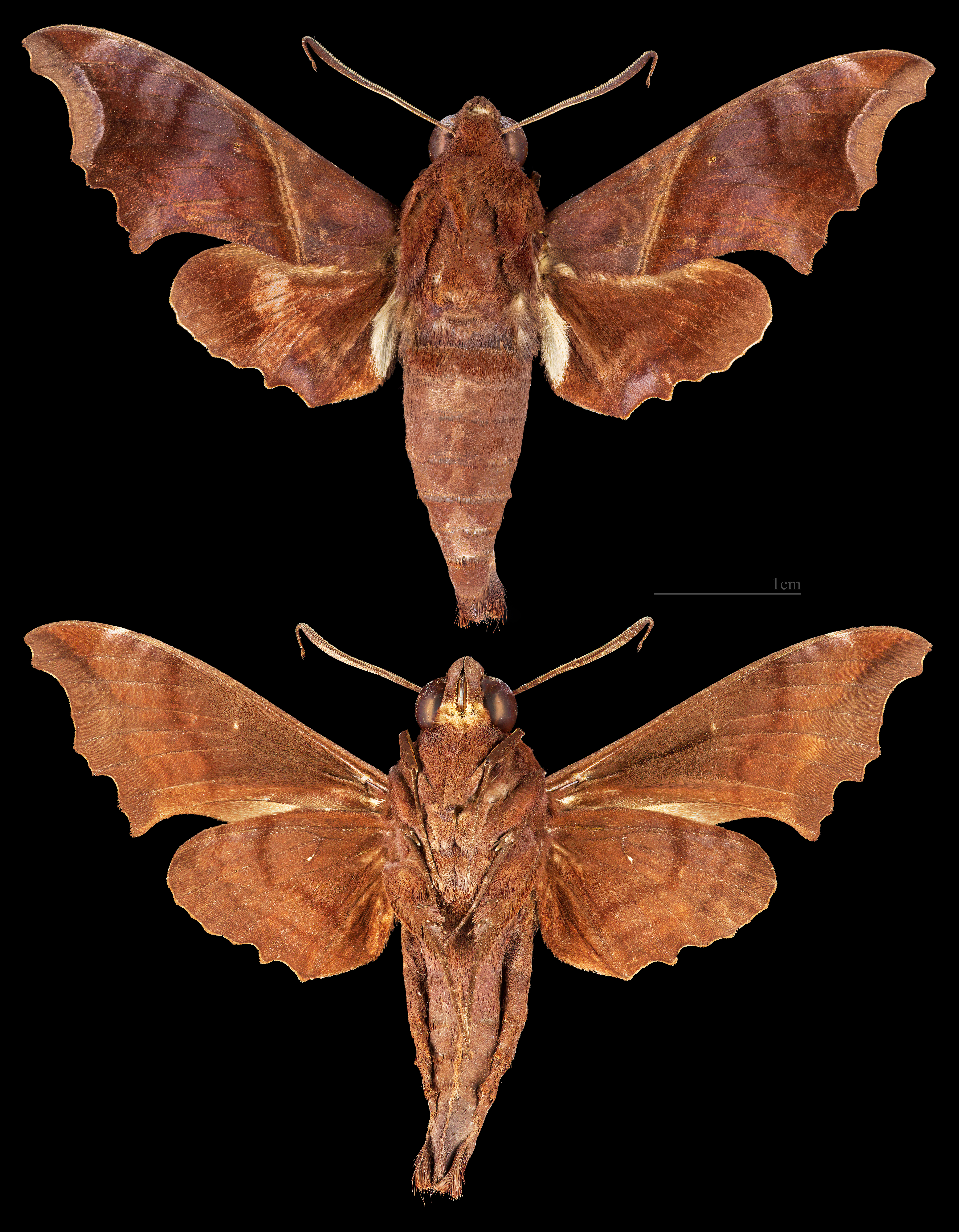
Enyo ocypete
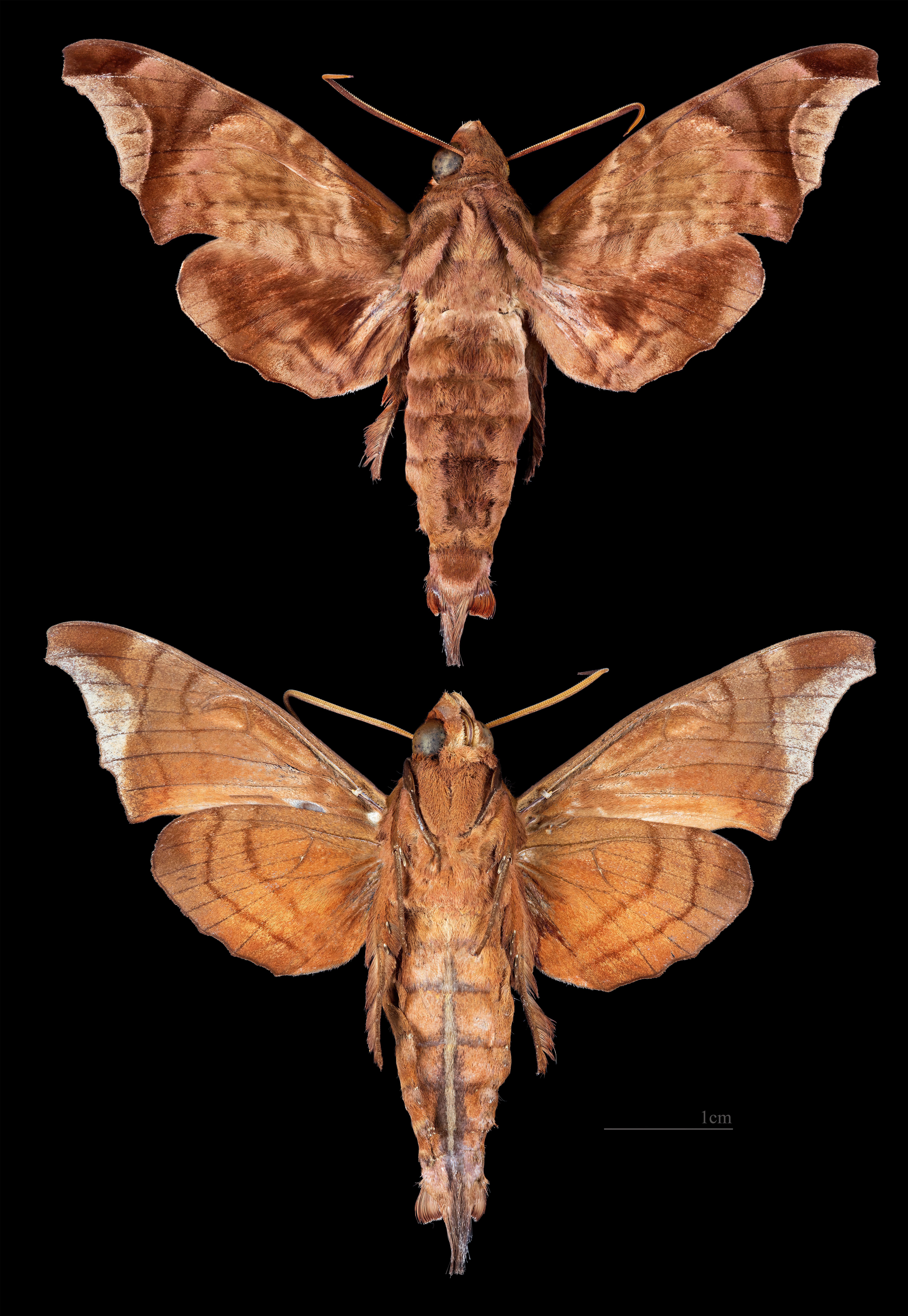
Enyo taedium